# Shadow Disk News
Shadow Disk News – jedno z najwcześniejszych pism komputerowych wychodzących w Polsce w postaci elektronicznej (e-zin). Pierwszy numer ukazał się 23 listopada 1990. Historycznie był drugim tego typu wydawnictwem po Kebab Commodore. Nazwa pisma wzięła się od grupy, która podjęła się jego redakcji – The Shadow.
Poruszane zagadnienia poświęcone były głównie Amidze (w pierwszym numerze ukazał się m.in. kurs assemblera dla procesora Motorola).
Redaktorem naczelnym czasopisma był Wojciech „Gandalf” Mościbrodzki, a programistą – Piotr „Mr. Pet” Cukierski.